# Liste der Gerichte in der Basilikata
Die Liste der Gerichte in der Basilikata dient der Aufnahme der staatlichen italienischen Gerichte der ordentlichen und besonderen Gerichtsbarkeit in der Region Basilikata. Bis auf Weiteres sind nur Gerichtsorte angegeben.

## Ordentliche Gerichtsbarkeit
| Oberlandesgericht | Nachgeordnete (Landes-)Gerichte    | Friedensgerichte                                                                                            |
| ----------------- | ---------------------------------- | --- |
| Potenza           | Lagonegro                          | Chiaromonte, Lagonegro, Polla (Kampanien), Sala Consilina (Kampanien), Sant’Arcangelo                       |
| Potenza           | Matera                             | Matera, Pisticci                                                                                            |
| Potenza           | Potenza                            | Avigliano, Bella, Calvello, Marsico Nuovo, Melfi, Pescopagano, Potenza, Venosa, Vietri di Potenza, Viggiano |
| Potenza           | Jugendgericht Potenza              | |
| Potenza           | Strafvollstreckungsgericht Potenza | (Strafvollstreckungsstelle Potenza)                                                                         |

Der Bezirk des AGH Potenza und des LG Lagonegro umfasst auch einige Gemeinden in Kampanien (Provinz Salerno).
Bei den Oberlandesgerichten (Corte d’appello) werden Schwurgerichte zweiter Instanz eingerichtet, bei den Landesgerichten Schwurgerichte. Bei Oberlandesgerichten gibt es Generalstaatsanwaltschaften, bei den Landesgerichten und Jugendgerichten Staatsanwaltschaften.
Beim Oberlandesgericht Potenza und beim Landesgericht Potenza bestehen Kammern für Unternehmens-, Urheberrechts- oder Handelssachen.

## Besondere Gerichte
- Regionales Verwaltungsgerichtshof (TAR) in Potenza.
- Regionale Steuerkommission (Finanzgericht) Potenza.
  - Zwei nachgeordnete Provinz-Steuerkommissionen in Matera und Potenza.
- Das Gericht für öffentliche Gewässer in Neapel ist auch für Region Basilikata zuständig.
- Das Militärgericht in Neapel ist auch für Region Basilikata zuständig.
- Außenstelle des Nationalen Rechnungshofes in Potenza (hat den Status eines Gerichts).
- Aufgaben der Verfassungsgerichtsbarkeit übernimmt das Verfassungsgericht in Rom.